# Phytocoris guadalupe
Phytocoris guadalupe är en insektsart som beskrevs av Stonedahl 1995. Phytocoris guadalupe ingår i släktet Phytocoris och familjen ängsskinnbaggar. Inga underarter finns listade i Catalogue of Life.